# Hemerobius schedli
Hemerobius schedli är en insektsart som beskrevs av Hölzel 1970. Hemerobius schedli ingår i släktet Hemerobius och familjen florsländor. Inga underarter finns listade i Catalogue of Life.